# Deltatheridium
Deltatheridium is een geslacht van uitgestorven zoogdieren die tot de Deltatheroida behoort en daarmee verwant is aan de buideldieren. Dit dier leefde in het Laat-Krijt in Azië. 

## Fossiele vondsten
De eerste fossielen van Deltatheridium werden in de jaren twintig van de twintigste eeuw gevonden tijdens de Centraal-Aziatische Expedities van het American Museum of Natural History in de Djadochtaformatie in Mongolië en dateren uit het Campanien, circa 80 miljoen jaar geleden. Deze vondsten behoren tot de typesoort D. pretrituberculare. Later werden van deze soort ook fossielen gevonden in de Barun Goyotformatie in Mongolië. Van D. pretrituberculare zijn schedels, onderkaken en delen van het skelet, waaronder beenderen van de armen, gevonden. De vondst van twee fossielen bij Ukhaa Tolgod tijdens een expeditie van het American Museum of Natural History in de jaren negentig van een volwassen en jong exemplaar gaf nieuwe inzichten in de indeling van Deltatheridium. De bouw van de achterzijde van de kaken, openingen in de schedel voor bloedvoorziening en de ontwikkeling van het gebit toonden indeling bij de Metatheria aan.
Uit de Dabrazhinformatie in Kazakhstan is de soort D. nessovi bekend, beschreven in 1997.

## Kenmerken
Deltatheridium had een korte snuit en een goed ontwikkelde carnivoor gebit met prominente hoektanden en scherpe kiezen. De schedel was vijf centimeter lang. De kopromplengte was ongeveer vijftien centimeter lang en Deltatheridium is daarmee vergelijkbaar in grootte met een wezel of verschillende soorten buidelmuizen. Prooidieren waren vermoedelijk onder meer kleine reptielen, waaronder hagedissen en kleine dinosauriërs, en kleine zoogdieren. Een schedel van Archaeornithoides heeft bijtafdrukken die toegeschreven worden aan Deltatheridium. Bij het fossiel van een exemplaar uit Ukhaa Tolgod is een geplet schedelfragment van een klein zoogdier gevonden, vermoedelijk een prooidier. Net als zijn verwanten had Deltatheridium vermoedelijk aanpassingen om te klimmen.